# Сао Фелис до Кориби
Сао Фелис до Кориби (на португалски: São Félix do Coribe) е община в Бразилия, щат Баия, мезорегион Крайно западна Баия, микрорегион Санта Мария да Витория. Според Бразилския институт по география и статистика през 2010 г. общината има 13 042 жители.